# داستان فیلادلفیا (نمایش‌نامه)
داستان فیلادلفیا (انگلیسی: The Philadelphia Story) نمایش‌نامه کمیک آمریکایی اثر فیلیپ بری است که در ۱۹۳۹ منتشر شده است. از روی این نمایش‌نامه، فیلم‌های داستان فیلادلفیا (۱۹۴۰) و قشر مرفه (۱۹۵۶) ساخته شده است.

## نگارخانه

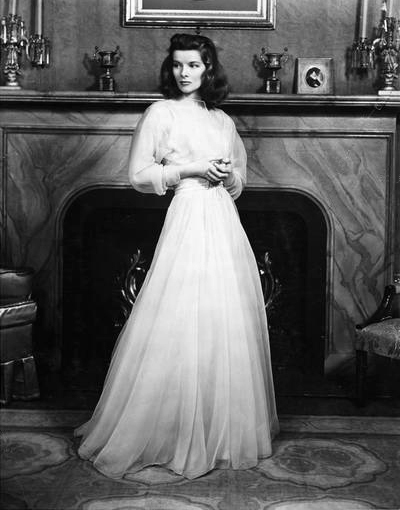
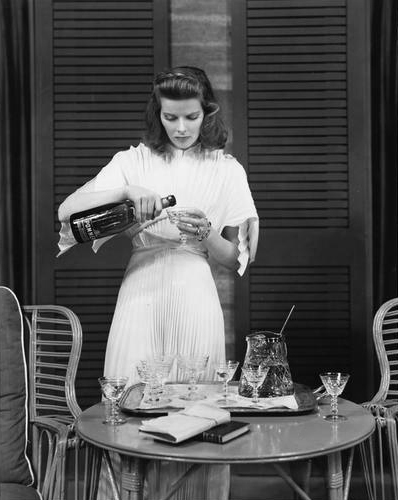
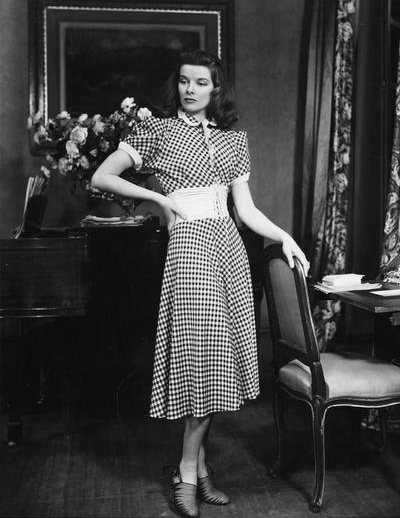
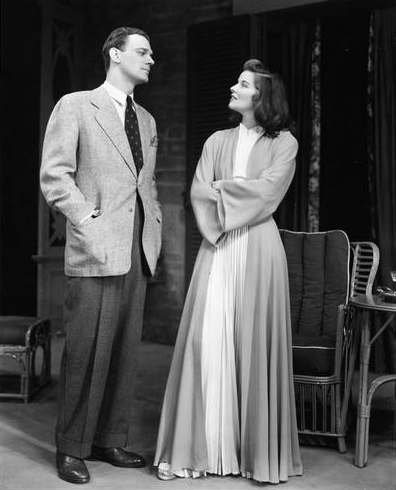